# Limburg Süd vasútállomás

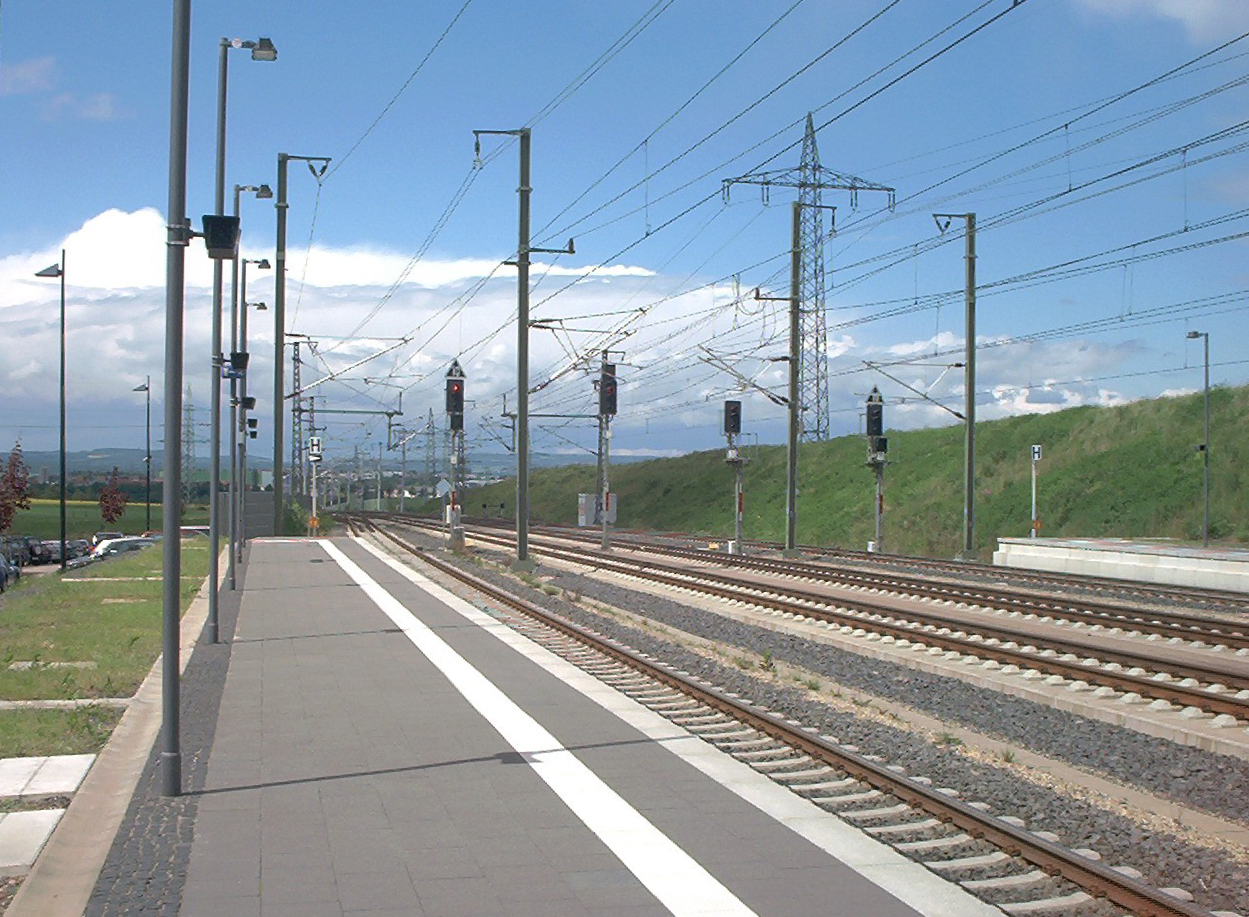
Az állomás vágányai

Limburg Süd vasútállomás vasútállomás Németországban, Limburg a. d. Lahn településen.

## Vasútvonalak
Az állomást az alábbi vasútvonalak érintik:
- Köln–Frankfurt nagysebességű vasútvonal

## Kapcsolódó állomások
A vasútállomáshoz az alábbi állomások vannak a legközelebb:
- Frankfurt am Main repülőtéri távolsági állomás
- Montabaur station

## Forgalom
| Járat                | Útvonal | Gyakoriság       |
| ICE 41               | (Dortmund Hbf –) Essen Hbf – Duisburg Hbf – Köln Messe/Deutz – Frankfurt (Main) Flughafen Fernbf – Frankfurt (Main) Hbf – Würzburg Hbf – Nürnberg Hbf – München Hbf | Kétóránként      |
| ICE 45               | Köln Hbf – Köln/Bonn Flughafen – Montabaur – Limburg Süd – Wiesbaden Hbf – Mainz Hbf                                                                                | Bizonyos vonatok |
| ICE 49               | (Dortmund Hbf – Wuppertal Hbf –) Köln Hbf – Siegburg/Bonn – Montabaur – Limburg Süd – Frankfurt (Main) Flughafen Fernbf – Frankfurt (Main) Hbf                      | Bizonyos vonatok |
| ICE International 79 | Brüssel – Aachen Hbf – Köln Hbf – Siegburg/Bonn – Frankfurt (Main) Flughafen Fernbf – Frankfurt (Main) Hbf                                                          | Bizonyos vonatok |